# دون فورد
دون فورد (انگلیسی: Don Ford؛ زادهٔ ۳۱ دسامبر ۱۹۵۲) بازیکن بسکتبال اهل ایالات متحده آمریکا است. از باشگاه‌هایی که در آن بازی کرده‌است می‌توان به لس آنجلس لیکرز و کلیولند کاوالیرز اشاره کرد.